# Charlie Cole (fotoreporter)
Charlie Cole (ur. 1955 w Bonham w Teksasie, zm. 5 września 2019 na Bali, Indonezja) – amerykański fotoreporter, jeden z czterech fotografów, którzy uchwycili wizerunek Tank Mana podczas protestów na placu Tian’anmen.

## Życiorys
Urodził się w 1955 roku w Bonham. Dorastał w Colorado Springs, w pobliżu bazy lotniczej Peterson w której jako kapelan stacjonował jego ojciec.
W 1978 roku ukończył dziennikarstwo na University of Texas w Denton. Po powrocie do Colorado Springs podjął pracę jako dziennikarz w gazecie Colorado Springs Sun. Tutaj zdobył nagrodę National Press Photographers Association.
W 1980 roku przeprowadził się do Japonii, gdzie pracował dla gazet i magazynów takich jak Newsweek, Time, The New York Times czy Wallstreet Journal.
W 1986 relacjonował Rewolucję siły ludu, podczas której obalono dyktaturę Ferdinanda Marcosa.
5 czerwca 1989, podczas protestu studentów na placu Tian’anmen, z balkonu hotelu Beijing wykonał zdjęcie Tank Mana. Podczas rewizji służb bezpieczeństwa, rolkę z filmem ukrył w rezerwuarze hotelowej toalety. W 1990 otrzymał za to zdjęcie nagrodę World Press Photo.
W połowie lat dziewięćdziesiątych, jadąc ulicami Tokio swoim Harleyem Davidsonem, uległ wypadkowi. Po wyjściu ze szpitala, przeniósł się do Dżakarty. Przez ostatnie 15 lat Cole mieszkał wraz z żoną Rosanną na Bali w Indonezji. Uraz nogi nie pozwolił na dalszą pracę w roli fotoreportera, dlatego zajął się pracą fotografa komercyjnego. Zmarł w swoim domu 5 września 2019.

## Nagrody
- National Press Photographers Association – Colorado Springs Sun
- World Press Photo of the Year – Newsweek[5]